# Сара Когнук
Сара Когнук Гонсалес — кліматична активістка з Коста-Рики.

## Біографія
Виросла серед лісів у Пеньяс-Бланкас в кантоні Еспарса, тому має розвинутий зв'язок з природою, що спонукало її працювати над збереженням природи і сталим розвитком. Вона є менеджеркою природних ресурсів, що спеціалізується на управлінні прибережним морем. Гонсалес поєднала професію з активізмом, яким займається з 16 років. 

## Активізм
Гонсалес є співзасновницею Red de Juventudes y Cambio Climático de Costa Rica (Мережа молоді та зміни клімату Коста-Рики). Вона предствляла молодь Коста-Рики в Asamblea Nacional de la Persona Joven, а також входила до ради директорів Consejo de la Persona Joven (Молодіжна рада), де керувала зусиллями щодо захисту навколишнього середовища та клімату.
У 2019 році Гонсалес провела перший молодіжний захід на PreCOP і була частиною команди, яка представила Declaratoria Intergubernamental de Juventudes, Niñez y Cambio Climático (Міжурядова декларація про молодь, дітей та зміну клімату) на COP25. 3 листопада 2020 року вона була однією із спікерів на TEDx PuraVidaJoven2020.